# Oribotritia contraria
Oribotritia contraria är en kvalsterart som beskrevs av Wojciech Niedbała 2000. Oribotritia contraria ingår i släktet Oribotritia och familjen Oribotritiidae. Inga underarter finns listade i Catalogue of Life.